# Monasterio de Pantanassa

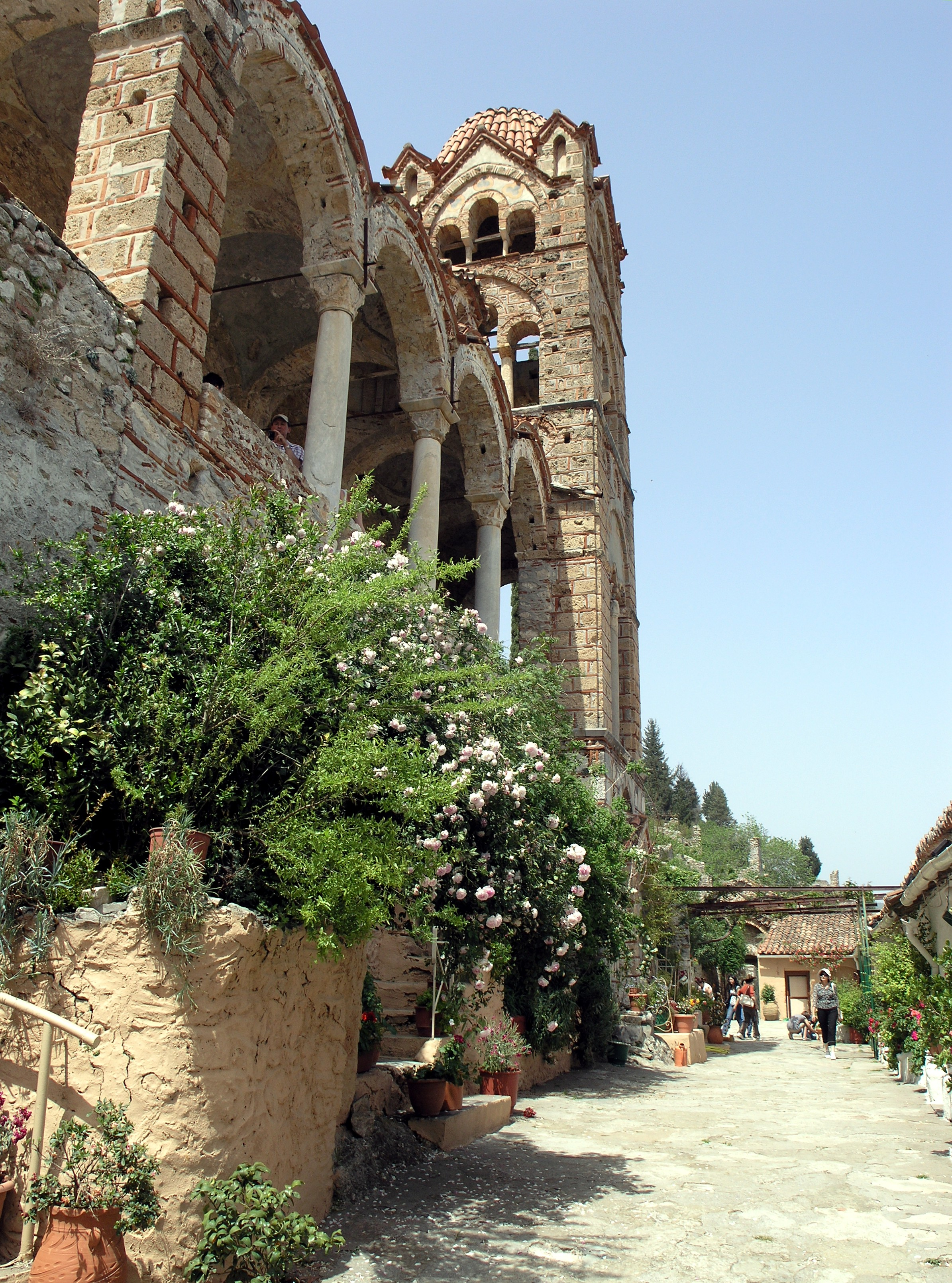
Monasterio de Pantanassa.

El monasterio de Pantanassa (Μονή Παντανάσσης en griego) es un monasterio ortodoxo, situado en la antigua ciudad bizantina de Mistrá, una zona fortificada de la Morea (Peloponeso) sobre el monte Taigeto, cerca de la antigua Esparta.

## Historia
El monasterio fue fundado en el siglo XV por Johannes Phrangopoulos, un alto funcionario del Despotado de Morea. La consagración de la iglesia tuvo lugar después de una inscripción en septiembre de 1428. Es cronológicamente la última iglesia construida en Mistrá bajo los muros de la Ciudad Alta. Mantiene una posición prominente en la parte central de la vertiente oriental. A mediados del siglo XIX pasó a ser sitio de recogimiento y oración de monjes a monjas de la Iglesia ortodoxa griega, siendo el único convento de toda la zona arqueológica que todavía sigue estando ocupado, proporcionando sus inquilinas alojamiento a los peregrinos que se acercan.

## Arquitectura
El monasterio consta de numerosos elementos, como la iglesia principal, capilla, refectorio, cocinas, baños, almacenes, hospital y habitaciones para huéspedes. La iglesia principal forma el centro del monasterio, siendo construida bajo la influencia de los estilos arquitectónicos de Europa occidental, especialmente el gótico. Los edificios restantes estaban dispuestos alrededor de la iglesia y aseguraron todo el sistema con un muro de piedra.[cita requerida]
La hermosa y ornamentada fachada de piedra tallada del monasterio es un espectáculo importante. La decoración exterior de las baldosas de cerámica de Pantanassa es un excelente ejemplo de una combinación de elementos bizantinos y occidentales. Más intensas son las influencias francas en su campanario de cuatro pisos. En general, es el edificio de Mistrá que cuenta con las influencias occidentales más fuertes.[cita requerida]
Los frescos de las bóvedas y de las galerías de Pantanassa fueron pintados en torno al año 1430; tienen alta calidad y cuentan con el poder del color y el movimiento que los distingue.[cita requerida]